# Threat to Survival
Threat to Survival è il quinto album in studio del gruppo alternative rock statunitense Shinedown, pubblicato il 18 settembre 2015 dalla Atlantic Records. L'uscita del disco è stata anticipata dal singolo Cut the Cord, pubblicato il 29 giugno 2015.

## Tracce
1. Asking for It – 3:30
2. Cut the Cord – 3:45
3. State of My Head – 3:25
4. Outcast – 3:25
5. How Did You Love? – 3:07
6. It All Adds Up – 3:51
7. Oblivion – 3:57
8. Dangerous – 3:51
9. Thick as Thieves – 3:54
10. Black Cadillac – 3:27
11. Misfits – 4:05

Tracce bonus dell'edizione giapponese
1. Never Gonna Let Go – 4:06
2. Reject – 3:30

## Formazione
- Brent Smith – voce
- Zach Myers – chitarra, cori
- Barry Kerch – batteria, percussioni
- Eric Bass – basso, cori

## Classifiche
| Classifica (2015)         | Posizione massima |
| ------------------------- | ----------------- |
| Canada                    | 8                 |
| Regno Unito               | 13                |
| Stati Uniti               | 6                 |
| Stati Uniti (alternative) | 2                 |
| Stati Uniti (digital)     | 5                 |
| Stati Uniti (hard rock)   | 1                 |
| Stati Uniti (tastemaker)  | 13                |
| Stati Uniti (top rock)    | 2                 |